# Le Mesnil-Thomas
Le Mesnil-Thomas is een gemeente in het Franse departement Eure-et-Loir (regio Centre-Val de Loire) en telt 290 inwoners (1999). De plaats maakt deel uit van het arrondissement Dreux.

## Geografie
De oppervlakte van Le Mesnil-Thomas bedraagt 16,7 km², de bevolkingsdichtheid is 17,4 inwoners per km².
De onderstaande kaart toont de ligging van Le Mesnil-Thomas met de belangrijkste infrastructuur en aangrenzende gemeenten.

## Demografie
Onderstaande figuur toont het verloop van het inwonertal (bron: INSEE-tellingen).